# Caitlín
Caitlín oder Caitlin ist ein weiblicher Vorname.

## Herkunft und Bedeutung
Der Name ist die irische Form von Cateline und die altfranzösische Form von Katharina.
Varianten sind Caitlyn, Caitríona, Cathleen, oder Cait.

## Namensträgerinnen
- Caitlin Carver (* 1992), US-amerikanische Schauspielerin und Tänzerin
- Caitlin Dijkstra (* 1999), niederländische Fußballspielerin
- Caitlin Fitzgerald (* 1983), US-amerikanische Schauspielerin und Filmproduzentin
- Caitlin Foord (* 1994), australische Fußballspielerin
- Caitlin Hale (* 1991), US-amerikanische Filmschauspielerin, Sängerin und Schriftstellerin
- Caitlin Keats (* 1972), US-amerikanische Schauspielerin
- Caitlín R. Kiernan (* 1964), US-amerikanische Autorin
- Caitlín Maude (1941–1982), irische Dichterin, Lehrerin, Schauspielerin und Sängerin
- Caitlin McFarlane (* 2002), französische Skirennläuferin
- Caitlin McGee (* 1988), US-amerikanische Schauspielerin und Fernsehschauspielerin
- Caitlin McHugh (* 1986), US-amerikanische Schauspielerin und Model
- Caitlin Moran (* 1975), britische Journalistin, Autorin, Drehbuchautorin und Feministin
- Caitlin Stasey (* 1990), australische Schauspielerin
- Caitlyn Taylor Love (* 1994), US-amerikanische Schauspielerin und Sängerin
- Caitlin Thomas (1913–1994), britische Schriftstellerin, Ehefrau des Dichters Dylan Thomas

Zwischenname
- Julie Caitlin Brown (* 1961), US-amerikanische Musikerin und Schauspielerin